# Claudia Campolina
Claudia Campolina (Belo Horizonte, Minas Gerais) é atriz, apresentadora, roteirista e escritora brasileira. 

## Biografia
Cursou direito e foi modelo antes de iniciar na carreira artística. Aos 23 anos mudou-se para São Paulo, onde continuou a trabalhar como modelo e ingressou no curso de artes dramáticas, formando-se em 2010. Estreou como atriz realizando diversos comerciais televisivos para grandes marcas, como: Claro, O Boticário, Postos Ipiranga, Lojas Marisa, GM, Renner, Downy, Bonafont, Seda.   

## Carreira
Estreou como atriz de teatro, fazendo peças como Noite de Reis e Romeu e Julieta de William Shakespeare. Também atuou nas peças Lux, do Club Noir e Se Meu Gabinete Falasse, ao lado de Saulo Laranjeira. Na TV estreou fazendo participações nas novelas Insensato Coração (2011) e Guerra dos Sexos (2012), ambas na Rede Globo. Integrou o elenco da comédia Politicamente Incorreto (2014) (FX, FOX e Netflix). No cinema, protagonizou o drama de de ficção científica “A Pedra da Serpente” (2018), de Fernando Sanches . Além disso, fez participações na série “O Negócio” (HBO), na novela “As Aventuras de Poliana” (SBT) e integrou o elenco da série "Ehcomvc" (Oi).   
Protagonizou os curtas "Essa obra é pra você, Alice" (Patrick Hanser) e  “Won’t you come out to play", da atriz, diretora e roteirista Júlia Katharine; e atuou nos longas "Indefinido" (Cléber Amorim) e "Eu sou mas eu" (Fabio Zanoni). . Durante a pandemia, escreveu, dirigiu e atuou no curta "Melhor do que ficar obsoleta".  
Seus últimos trabalhos no cinema foram os longas “Excursão Artística Villa Lobos”, de Dácio Pinheiro, onde interpreta Lucila Villa-Lobos, pianista e primeira mulher do compositor Villa Lobos, e “Uma advogada brilhante”, de Alê Macchado, onde interpreta a Dra. Júlia e é co protagonista, junto Leandro Hassum. 

## Webséries
Como muitos artistas que ficaram longe dos palcos e gravações durante a pandemia, a atriz usou seu tempo isolada para se reinventar e dar vida a personagens nas redes sociais como Tik Tok e Instagram. Claudia criou webséries de comédia, com críticas sociais ácidas e bem humoradas. 
A série “A Exausta” foi a primeira a viralizar. A personagem Estelinha é um blogueira e influencer milionária que sempre está cansada por nada. Com seu bordão “Gente, eu estou e-xaus-ta”, ela atingiu milhões de visualizações nos vídeos, onde a personagem desabafa sobre as dificuldades da vida de rica. 
Já a série “Mundo Invertido”, é composta por pequenas esquetes, em que a atriz interpreta uma mulher com atitudes e opiniões preconceituosas, num mundo dominado por mulheres. Usando a criatividade, ironia e bom humor a atriz reproduz, em forma de sátira, frases e situações absurdas que mulheres vivem no dia a dia de forma inversa ao machismo.    